# Paul K. Weimer
Paul K. Weimer (* 5. November 1914 in Wabash, Indiana; † 6. Januar 2005 in Princeton (New Jersey)) war ein US-amerikanischer Physiker, der Beiträge zur Entwicklung der Fernsehtechnik leistete und zum Dünnfilmtransistor (TFT).
Weimer studierte am Manchester College in Indiana Mathematik und Physik mit dem Bachelor-Abschluss 1936, erhielt 1938 seinen Master-Abschluss in Physik an der University of Kansas und wurde 1942 an der Ohio State University in Physik promoviert. Ab 1942 war er in den RCA Laboratories in Princeton bis zu seinem Ruhestand 1981.
Seine erste Aufgabe bei RCA war die Entwicklung eines Elektronenverstärkers für Fernseh-Bildaufnahmeröhren (Image-Orthikon), die in den USA in den ersten zwanzig Jahren für Fernsehaufnahmen benutzt wurden und hundertmal empfindlicher als sein Vorgänger war. Das Image-Orthikon wurde mit Albert Rose und Harold Law entwickelt.
1960 begann er sich mit Dünnfilmtransistoren zu befassen und erfand einen Herstellungsprozess auf Glas-Substraten. Sie benutzten die TFT-Technik auch um Fernsehkameras herzustellen.
Er hielt über 90 Patente, war Mitglied der National Academy of Engineering und ab 1955 des Institute of Radio Engineers (IRE).
1966 erhielt er den IEEE Morris N. Liebmann Award. Er erhielt den IRE Television Prize, den RCA David Sarnoff Outstanding Achievement Award in Science und 1986 den Kulturpreis der Deutschen Photographischen Gesellschaft für seine Pionierarbeiten bei Fernsehkameras.